# ダニー・ロペス
ダニー・ロペス（Danny Lopez、1952年7月6日 - ）は、アメリカ合衆国のプロボクサー。ユタ州フォート・デュシェン出身。元WBC世界フェザー級王者。強打の右ファイター。同タイトルを8回防衛（うち7度はKO）した。ウェルター級の強豪だったアーニー・ロペスは実兄。様々なルーツを持っており、ネイティブ・アメリカンでメキシコ系の血も入っておりさらには自身の「リトル・レッド」の異名はアイルランドの血が入ってるからだと思われる。自身の愛称でもあるリトル・レッドに掛けて赤色のウォーボネット（一般的にインディアンが被っているとされる羽が付いた帽子）を愛用した。

## 来歴
ユタ州フォート・デュシェンに生まれる。5歳の時、元ボクサーだった父を失い、7人いた兄弟は離散するという不遇な幼少時代を過ごし、銃の発砲事件を起こして少年院に入っていたこともあった。兄であるアーニーのリングでの活躍にも触発されボクサーとなる。
決して器用ではないが、173cmの長身から繰り出す右ストレートの強打、返しの左フックを武器に、1971年のデビューから23連勝（21連続KOを含む）をマーク。その後は後の世界王者ボビー・チャコンや日本のシゲ福山に敗れるなどスランプを迎えるが、元バンタム級世界王者チューチョ・カスティーヨ、怪物ルーベン・オリバレス、さらにはショーン・オグラディなどの強豪を倒し、復活を遂げる。
1976年11月6日、7連続KOの勢いに乗ってデビッド・コティに挑戦、判定勝ちでWBC世界フェザー級タイトルを奪取。以後、ホセ・トーレスやマイク・アヤラら強豪を相手に同タイトルを8度防衛（うち7KO防衛）する。
しかし1980年2月2日、9度目の防衛戦でメキシコの若き天才サルバドル・サンチェスに完全にアウトボックスされ、13回TKOで王座を失った。同年6月21日の再戦でも同様の展開で14回TKOの返り討ちに遭い、引退を表明した。
1992年2月27日、12年ぶりに現役復帰したが、当年39歳の衰えは隠せずホルヘ・ロドリゲスに2回KO負けを喫した。
2009年12月8日、自身の功績が認められボクシング殿堂入りを果たした。。

## 獲得タイトル
- 第15代WBC世界フェザー級王座（防衛8）